# Poker au colt
Pour plus de détails, voir Fiche technique et Distribution.
Poker au colt (Un poker di pistole) est un western spaghetti italien réalisé par Giuseppe Vari et sorti en 1967,.

## Synopsis
Pour payer à Ponson Terrail une grosse dette de jeu, Lucas accepte de conduire une charrette avec une précieuse cargaison de billets de banque d'une ville à une autre. À Chamaco, dernière étape du trajet, Lucas échange les billets contre des jetons de jeu destinés au saloon de Terrail. Mais Terrail et Lucas tombent alors dans une embuscade tendue par Masters, qui contrôle l'activité illégale des casinos de tout le pays. Un certain Lazar, un Mexicain témoin de tous les événements, se précipite pour leur venir en aide...

## Fiche technique
Sauf indication contraire, les informations mentionnées dans cette section peuvent être confirmées par la base de données cinématographiques Unifrance,  présente dans la section « Liens externes ».
- Titre français : Poker au colt[3]
- Titre original italien : Un poker di pistole[4]
- Réalisation : Giuseppe Vari (sous le nom de « Joseph Warren »)
- Scenario : Augusto Caminito, Fernando Di Leo
- Photographie :	Angelo Lotti
- Montage : Renzo Lucidi
- Musique : Lallo Gori
- Décors : Demofilo Fidani
- Costumes : Mila Vitelli
- Production : Franco Palombi, Gabriele Silvestri
- Société de production : Italcine T.V., Picienne
- Pays de production :  Italie
- Langue originale : italien
- Format : Couleur - 2,35:1 - Son mono - 35 mm
- Durée : 86 min (1 h 26[4])
- Genre : Western spaghetti
- Dates de sortie :
  - Italie : 7 juillet 1967
  - France : 7 février 1968[3]

## Distribution
- Luigi Montefiori (sous le nom de « George Eastman ») (VF : Marc de Georgi) : Lucas
- George Hilton (VF : Gabriel Cattand) : Ponson Terrail
- Annabella Incontrera : Lola
- Mimmo Palmara (VF : Georges Aminel) : Master
- José Torres (VF : William Sabatier) : Lazar
- Aymo Albetelli (VF : Jean Daurand) : Le père de Lola
- Valentino Macchi : Pat
- Giulio Maculani : Le shérif
- Nicola Di Gioia : Un bandit
- Claudio Ruffini : Un bandit